# 伐氏短棘鮟鱇
伐氏短棘鮟鱇（学名：Lophius vaillanti）為輻鰭魚綱鮟鱇目鮟鱇亞目鮟鱇科的其中一種，分布於東大西洋區的維德角群島海域，棲息深度200-800公尺，體長可達50公分，生活在大陸坡，為底棲性魚類，屬肉食性，以魚類為食，可作為食用魚。

## 擴展閱讀
維基物種上的相關：伐氏短棘鮟鱇